# RazakSAT
RazakSAT maláj Föld-megfigyelő műhold.

## Jellemzői
Saját fejlesztésű műhold, egy nagy felbontású Föld-megfigyelő videókamerával volt ellátva. Feladata gazdasági, mező- és erdőgazdasági, határőrizeti, katasztrófavédelmi (előrejelzés, mentés segítés), halászati adatok szolgáltatása.

## Küldetés
Építette és üzemeltette az Astronautic Technology Sdn Bhd (ATSB), az építésben közreműködött a dél-koreai Advanced Institute of Science and Technology (KAIST) és a Satellite Technology Research Center Initiative (SaTReCi) vállalat.
Megnevezései: MACSAT (Medium-sized Aperture Camera Satellite);  COSPAR: 2009-037A ; SATCAT kódja: 35578.
2009. július 14-én a Kwajalein Atoll rakétavédelmi lőteréről (USAK/RTS – United States Army Kwajalein Atoll Reagan Test Site).) egy Falcon 1 (Falcon 1 s/n F1-5) (az ötödik rakéta indítás, az első kereskedelmi fellövés) hordozórakétával állították alacsony Föld körüli pályára (LEO = Low-Earth Orbit). Az orbitális pályája 98,2 perces, 9° hajlásszögű, a geocentrikus pálya perigeuma 669 kilométer, az apogeuma 692 km volt.
A TiungSAT–1 után a második hazai gyártású Föld-megfigyelő műhold (gazdasági, mezőgazdasági, halászati, erdőgazdasági). A három tengelyesen stabilizált, egy SI–200 platformra épített űreszköz. Formája hatszögletű test, átmérője 20, hossza 120 centiméter, tömege 180 kilogramm. Szolgálati idejét 3 évre tervezték. Kettő fedélzeti számítógépe segíti a programszerű üzemelést. Telemetriai rendszere (VHF) digitális adattárolására (32 Gbit) és továbbítására (30 Mbit/másodperc) kifejlesztett. Beépített antennái segítségével tartja kapcsolatát a földi adó (parancs) és vevő állomásokkal. Legfőbb műszere a nagy felbontású Blende Camera (MAC). A kamera súlya 50 kilogramm, üzemmódjai pankromatikus és multispektrális. 90 percenként került Malajzia fölé, felvételeinek 50%-át a felhők értékelhetetlenné tették. A műhold helyzetét GPS segítségével követik. Az űreszköz felületét gallium-arzenid napelemek borították (330 W), éjszakai (földárnyék) energia ellátását újratölthető nikkel-kadmium akkumulátorok (16 Ah) biztosították.
2011. októberében technikai okok miatt befejezte szolgálatát.